# Gabriela Barenboim
Gabriela Barenboim es una física argentina, profesora titular e investigadora en la Universidad de Valencia, en el Departamento de Física Teórica, y en el Instituto de Física Corpuscular  (IFIC). Pertenece al grupo de investigación IFIE, grupo de investigadores en física teórica que forma parte del Departamento Física Teórica de la Universidad de Valencia y del Instituto de Física Corpuscular (IFIC), con sede en Valencia, donde trabaja mano a mano con físicos de talla internacional como Jose Bernabeu Alberola.
Su campo de investigación se basa en la física de altas energías y la astrofísica.

## Trayectoria
Gabriela Barenboim realizó sus estudios universitarios en la facultad de física de la Universidad de Valencia. Posteriormente, realizó su postdoctorado en el Fermilab, el CERN y el instituto de física de la Universidad de Maguncia. Desde entonces y hasta la actualidad ha realizado un centenar de artículos de temas variados relacionados con su campo. Los temas principales de su investigación son la fenomenología de física de altas energías (más de 70 artículos publicados) y la astrofísica (más de 20 artículos publicados); donde estudia, en su mayor parte, diversas propiedades de los neutrinos, la violación CP y CPT y distintos tipos de simetrías. Los dos artículos más citados en los que ha participado son dos libros blancos titulados Theory of neutrinos: A white paper (teoría de neutrinos) y Light sterile neutrinos: A white paper (neutrinos estériles ligeros).

## Obras
El histograma de abajo representa el número de artículos científicos publicados por Gabriela Barenboim desde el año 1993 (fecha de publicación de su primer artículo científico) hasta el año 2015.

## Premios recibidos
En el año 2006 ganó el Premio Idea en ciencias básicas por su trabajo "La energía oscura como motor del Universo inflacionario", otorgado por la revista Idea a investigadores menores de 40 años.